# العبودية في الكويت

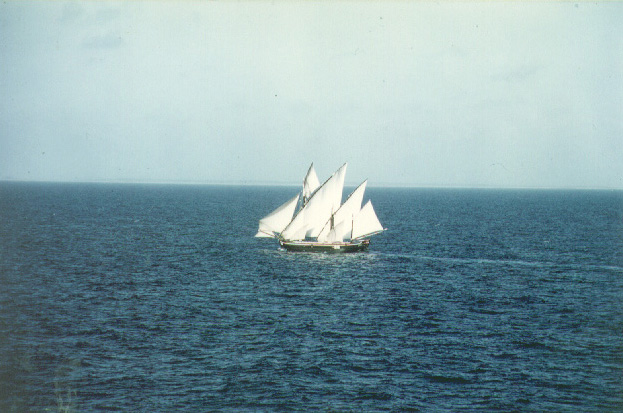
كانت تستخدم السفن الشراعية لنقل البضائع والعبيد.

كانت العبودية العلنية موجودة في الكويت حتى عام 1949. وقد ألغيت العبودية رسميا في الكويت عام 1949. وفي الممارسة العملية لم يتم إلغاء العبودية بحد ذاتها لكن القانون لم يعد يعترف بها بعد عام 1949 مما يعني أن كل عبد يتقدم بطلب للإعتاق كان مضمونا أن يتم تحريره. العديد من أعضاء الأقلية الأفريقية العربية هم من نسل العبيد السابقين. وقد حل محل عبودية الأشخاص من إفريقيا وشرق آسيا نظام الكفالة الحديث للعمال الفقراء من نفس المنطقة التي تم استيراد العبيد إليها سابقا.

## التاريخ
في تسعينيات القرن التاسع عشر اكتسبت الإمبراطورية البريطانية السيطرة على المنطقة. ومع ذلك لم يتدخل البريطانيون في السياسة الداخلية للدولة بل اكتفوا بالحفاظ على السلام مع أصحاب السلطة المحليين وحماية المواطنين البريطانيين وإدارة الاتصالات مع المجتمع الدولي حيث أكدوا أن الكويت تمتثل لنفس المعاهدات الدولية التي وقعها البريطانيون أنفسهم.

### تجارة الرقيق
خلال الإمبراطورية العمانية (1692-1856) كانت عمان مركزا لتجارة الرقيق في زنجبار. كان يتم تهريب العبيد من ساحل السواحلي في شرق إفريقيا عبر زنجبار إلى عمان. ومن عمان تم تصدير العبيد إلى بقية شبه الجزيرة العربية وبلاد فارس بما في ذلك إمارات الساحل المتصالح وقطر والبحرين والكويت. بدأت تجارة الرقيق العمانية من إفريقيا في الانكماش في أواخر القرن التاسع عشر.
كان هناك طريق ثان لتجارة الرقيق حيث كان يتم تهريب أشخاص من أفريقيا وشرق آسيا إلى جدة في شبه الجزيرة العربية فيما يتعلق بالحج إلى مكة والمدينة. كان الضحايا يخدعون للقيام بالرحلة طوعا معتقدين أنهم ذاهبون إلى الحج أو يعملون كخدم ثم يتم بيعهم عند وصولهم. كما تم استخدام أسلوب الاختطاف. ثم تم تصدير هؤلاء العبيد من الحجاز إلى عمان والإمارات المتصالحة وقطر والبحرين والكويت.
في الأربعينيات من القرن العشرين لوحظ طريق ثالث لتجارة الرقيق حيث تم شحن البلوش من بلوشستان عبر الخليج العربي وكان العديد منهم قد باع أنفسهم أو أطفالهم للهروب من الفقر. في عام 1943 ورد أن الفتيات البلوش تم شحنهن عبر عمان وإمارات الساحل المتصالح إلى مكة حيث كن شائعات كمحظيات حيث لم تعد الفتيات القوقازيات متاحات وتم بيعهن مقابل 350-450 دولارا.
كان ثمن العبيد في الكويت أعلى من بقية دول الخليج العربي وكان العبيد يختطفون وينقلون إلى الكويت. وكان الأطفال يختطفون من اليمن والفتيات من أرمينيا وجورجيا وكردستان العراق يتم الاتجار بهن إلى سوق العبيد لبيعهن للزواج.
بعد عام 1924 عندما تم حظر استيراد الفتيات العبيد البيض وحدد الكويتيون الذين أرادوا شراء عبد أبيض (العبيد البيض كانوا فتيات عادة) التكلفة على أنها "مهر" لتجنب أي تهمة موجهة إليهم من قبل البريطانيين وجعلوا من الممكن لهم استعادة أموالهم في حالة تقدم الفتاة بطلب عتق وهو الأمر الذي أصبح ممكنا بحلول ذلك الوقت. في عشرينيات القرن العشرين غالبا ما كانت الفتيات العبيد البيض في الكويت يتم جلبهن إلى الكويت من كردستان العراق من قبل التجار الأكراد الذين رشوا مسؤولي الجمارك وباعوا الفتيات إلى سماسرة العبيد الكويتيين.
في عشرينيات القرن العشرين كان العبيد في الكويت يحتجزون في ظروف ضيقة في متاجر العبيد حيث كان العملاء المحتملون يأتون لرؤيتهم والمساومة على السعر.

### الوظيفة والشروط
كانت العبيد الإناث يستخدمن في المقام الأول إما كخادمات منزليات أو محظيات (عبيد جنس) بينما كان العبيد الذكور يستخدمون في المقام الأول في تجارة اللؤلؤ كغواصين لؤلؤ. كان يطلق على الخدم العبيد غالبا اسم خال وخالة. كان العبيد الذكور يستخدمون في عدد من المهام: كجنود وغواصين لؤلؤ وعمال مزارع وعمال محاصيل نقدية وبحارة وعمال أرصفة وحمالين وعمال قنوات ري وصيادين وخدم منزليين بينما كانت النساء تعملن كخادمات منزليات أو محظيات.
في عام 1904 كان هناك حوالي 4000 أفريقي في الكويت من إجمالي عدد السكان البالغ 35000 وكان ثلثاهم من العبيد والبقية من العبيد السابقين.
كان عدد العبيد الإناث في الكويت ضعف عدد العبيد الذكور. تم بيع العبيد الإناث غير الأفريقيات في الخليج العربي حيث تم شراؤهن للزواج وكان عددهن أقل وغالبا ما كن من الأرمن أو الجورجيين أو من بلوشستان والهند. في القرن التاسع عشر تم الاتجار بالفتيات الهنديات من ساحل مالابار للحصول على خدمات جنسية إلى ساحل الخليج العربي.
تم استخدام النساء الأفريقيات السود في المقام الأول كعبيد منزليين وليس حصريا للخدمات الجنسية في حين تم تفضيل النساء القوقازيات البيض (عادة الشركسية أو الجورجية) كمحظيات (عبيد جنس) وعندما تم تقليص طريق العبيد الرئيسي لفتيات العبيد البيض بعد غزو روسيا للقوقاز وآسيا الوسطى في منتصف القرن التاسع عشر (مما أدى إلى تقليص تجارة الرقيق في البحر الأسود وتجارة الرقيق في خانات كازاخستان) أصبحت النساء البلوشيات والإثيوبيات "الحمر" (الأورومو والسيدامو) الأهداف المفضلة للعبودية الجنسية. كانت العبيد غير الأفريقيات يبعن في الخليج العربي حيث يتم شراؤهن للزواج وكان عددهن أقل وكان غالبا من الأرمن أو الجورجيين أو من بلوشستان والهند. في عام 1924 حظر القانون استعباد الفتيات البيض (عادة الأرمن أو الجورجيات) على الأراضي الكويتية ولكن في عام 1928 تم اكتشاف ما لا يقل عن 60 فتاة بيضاء مستعبدة.
كانت العبيد الإناث تستخدم غالبا في الخدمات الجنسية كمحظيات لفترة من الزمن ثم يتم بيعهن أو تزويجهن لعبيد آخرين وكان أصحاب العبيد يرتبون الزواج والطلاق لعبيدهم وكان ذرية العبيدين يصبحون عبيدا بدورهم. كان من الشائع أن يطالب أصحاب العبيد بالخدمات الجنسية للعبيد المتزوجات عندما يكون الزوج بعيدا لفترات طويلة من الزمن للبحث عن اللؤلؤ أو الأسماك أو العمل المماثل وكان الاعتداء الجنسي سببا شائعا يذكر عندما تتقدم العبيد الإناث بطلبات العتق في الوكالة البريطانية. كان من الشائع أن يستخدم الرجال العرب الخدمات الجنسية للنساء الأفريقيات المستعبدات ولكن العبد الأفريقي الذكر الذي يمارس الجنس مع امرأة عربية "من دم نقي" محلية كان يتم إعدامه للحفاظ على شرف القبيلة والمكانة الاجتماعية بغض النظر عما إذا كان الزوجان متزوجين أم لا.
كان عدد العبيد الإناث في الخليج العربي مرتفعا أو أعلى من عدد العبيد الذكور لكن عدد العبيد الإناث اللاتي تقدمن بطلبات تحرير في الوكالات البريطانية في الخليج العربي كان أقل بكثير (280 فقط من 950 حالة موثقة في الفترة 1921-1946) ويرجع ذلك على الأرجح إلى أنه في المجتمع الإسلامي في الخليج العربي حيث كانت النساء مستبعدات من العمل المأجور والحياة العامة كان من المستحيل على المرأة المحررة أن تعيش بدون حامي ذكر.
في عام 1924 حظر القانون استعباد الفتيات البيض (عادة الأرمن أو الجورجيات) على الأراضي الكويتية ولكن في عام 1928 تم اكتشاف ما لا يقل عن 60 فتاة عبدة بيضاء.
في عام 1930 ذكر التقرير الرسمي البريطاني أن هناك ألفي عبد في الكويت معظمهم من العبيد المنزليين المولودين في الأسر و100 غواص لؤلؤ.

## النشاط ضد تجارة الرقيق
بعد توقيع الإمبراطورية البريطانية على اتفاقية العبودية لعام 1926 كانت ملزمة بمحاربة العبودية وتجارة الرقيق في جميع الأراضي الخاضعة للسيطرة المباشرة أو غير المباشرة للإمبراطورية البريطانية. ولأن الكويت كانت رسميا تحت السيطرة البريطانية كان من المتوقع أن يفرض البريطانيون هذه السياسة في المنطقة. رسميا أعلن البريطانيون أنهم فعلوا ذلك تماما ولكن في الواقع كان البريطانيون يتسامحون مع العبودية وتجارة الرقيق.
اعتبر البريطانيون أن سيطرتهم على المنطقة غير كافية للقيام بشيء بشأن العبودية وتجارة الرقيق. لذلك كانت السياسة البريطانية هي طمأنة عصبة الأمم بأن الكويت اتبعت نفس المعاهدات المناهضة للعبودية التي وقعها البريطانيون ولكن في الوقت نفسه منع أي ملاحظات دولية للمنطقة والتي من شأنها أن تدحض هذه الادعاءات.
في عشرينيات القرن العشرين أعلن الشيخ أحمد الجابر الصباح أن العبودية كانت عقبة أمام التقدم وبينما لم تكن هناك معاهدة مناهضة للعبودية في الكويت اشترى الشيخ العبيد وأعتقهم ولم يعاملهم معاملة حسنة وبدأ في دفع أجور خدمه العبيد.
في عامي 1932 و1935 رفضت السلطات الاستعمارية البريطانية التدخل في عبودية إمارات الساحل المتصالح وقطر والبحرين والكويت لأنها كانت تخشى أن تفقد السيطرة على المنطقة إذا حاولت فرض سياسة ضد العبودية وبالتالي منعت جميع عمليات المراقبة الدولية للمنطقة والتي قد تجبرها على اتخاذ إجراءات. في عام 1932 أشار التقرير الرسمي لمكتب الهند إلى لجنة الخبراء المعنية بالعبودية إلى أنه في حين لم يكن لدى الكويت وكيل بريطاني للمساعدة في تحرير العبيد كما كانت الحال في إمارات الساحل المتصالح وذكر البريطانيون رسميا أن العبودية في الكويت كانت تقتصر على العبيد المنزليين.
في عام 1935 أكدت السلطات البريطانية لعصبة الأمم أنه باستثناء الكويت فإن جميع الدول الخاضعة لسيطرة بريطانيا على الخليج العربي مثل إمارات الساحل المتصالح وقطر والبحرين حظرت تجارة الرقيق بسبب المعاهدات مع البريطانيين ولكن في الوقت نفسه رفض البريطانيون أي عمليات تفتيش دولية في المنطقة من شأنها أن تكشف عن وجود تجارة رقيق كبيرة في الواقع وخاصة داخل صناعة أسماك اللؤلؤ حيث عومل العبيد بقسوة خاصة.
في عام 1936 اعترف البريطانيون أخيرا في تقريرهم إلى اللجنة الاستشارية للخبراء بشأن العبودية التابعة لعصبة الأمم بأن العبودية وتجارة الرقيق لا تزال مستمرة في إمارات الساحل المتصالح وعمان وقطر لكنهم ذكروا أنها كانت محدودة وأن جميع العبيد الذين طلبوا اللجوء في مكتب الوكلاء البريطانيين في الشارقة منحوا العتق وأن تجارة الرقيق توقفت تماما في الكويت والبحرين. ذكر التقرير الرسمي لوزارة الخارجية البريطانية لعام 1936 أنه على الرغم من عدم وجود معاهدة لمكافحة العبودية مع الكويت فإن شيخ الكويت "قضى تماما على بيع العبيد الجدد" وأن العبيد الحاليين أحرار في الشكوى إلى الحاكم الذي أعتقهم إذا لم يكن من الممكن حل شكواهم بطريقة أخرى وهو ما زعم أنه قلل من عدد العبيد في الكويت.
في الواقع كانت التقارير البريطانية تقلل عمدا من حجم تجارة الرقيق الفعلية الكبيرة الجارية في المنطقة ورفضت السماح بالتفتيش الدولي. أفاد البريطانيون رسميا في ثلاثينيات القرن العشرين أن العبودية في الكويت كانت غير موجودة عمليا على الرغم من وجود العبيد المنزليين العاديين في هذا الوقت. في أربعينيات القرن العشرين كانت هناك عدة اقتراحات قدمها البريطانيون لمكافحة تجارة الرقيق والعبودية في المنطقة لكن لم يتم اعتبار أي منها قابلا للتنفيذ.

### الإلغاء
بعد الحرب العالمية الثانية كان هناك ضغط دولي متزايد من الأمم المتحدة لإنهاء تجارة الرقيق. في عام 1948 أعلنت الأمم المتحدة أن العبودية جريمة ضد الإنسانية في الإعلان العالمي لحقوق الإنسان وبعد ذلك أشارت المنظمة الدولية المناهضة للعبودية إلى وجود حوالي مليون عبد في شبه الجزيرة العربية وهو ما يعد جريمة ضد اتفاقية العبودية لعام 1926 وطالبت الأمم المتحدة بتشكيل لجنة للتعامل مع هذه القضية.
بعد عام 1949 لم تعد العبودية معترف بها قانونيا في المحاكم القانونية الكويتية وكانت سياسة الحاكم منذ ذلك العام فصاعدا هي إصدار شهادة عتق تلقائيا لكل عبد يتقدم بطلب للحصول عليها. في بقية دول الخليج العربي يمكن للبريطانيين تحرير العبيد حيث كانت لديهم سلطة إصدار شهادات عتق للعبيد الذين يتقدمون بطلب إليهم وفي الكويت لم يكن للبريطانيين مثل هذا الحق حيث لم يكن لديهم معاهدة عبودية مع الكويت لكن سياسة الحاكم كانت تحرير أي عبد يتقدم بطلب العتق من البريطانيين. بحلول عام 1952 لم يتقدم أي عبد بطلب للحصول على مثل هذه الشهادة لمدة ثلاث سنوات مما دفع البريطانيين إلى افتراض رسمي أن العبودية ألغيت عمليا أو أن العبيد المتبقين كانوا راضين وبالتالي لم يتقدموا بطلب العتق.
في عام 1957 ضغط البريطانيون على حكام الخليج العربي لقبول اتفاقية العبودية التكميلية لعام 1956 وفقا للتطبيق الاستعماري وقد قبلت الكويت وقطر والبحرين هذا لكن حكام إمارات الساحل المتصالح صرحوا بأن مثل هذا القانون لا يمكن إنفاذه.
العديد من أفراد الأقلية الأفريقية العربية هم من نسل العبيد السابقين.

## العبودية الحديثة

### نظام الكفالة في الكويت
بعد إلغاء العبودية تم توظيف العمال المهاجرين الفقراء بموجب نظام الكفالة والذي تمت مقارنته بالعبودية.
يمارس نظام الكفالة في الكويت. المصدر القانوني الرئيسي لنظام الكفالة في الكويت هو قانون إقامة الأجانب لعام 1959 ولائحته التنفيذية. لم ينص هذا القانون على أن جميع العمال الأجانب يجب أن يكون لديهم كفيل محلي فحسب بل ينص أيضا على أن مسؤولية مراقبة العمال الأجانب تقع على عاتق الكفيل. وعلاوة على ذلك تم تغطية العمال المهاجرين أيضا بقانون عام 1964 بشأن العمل في القطاع الخاص القطاع الذي ينشط فيه معظم العمال الأجانب. لقد تغير النظام القانوني الذي ينظم العمال الأجانب منذ أوائل العقد الأول من القرن الحادي والعشرين. على سبيل المثال في عام 2007 نفذت وزارة العمل والشؤون الاجتماعية الكويتية مرسوما يحظر على أصحاب العمل أخذ جوازات سفر موظفيهم. في عام 2009 صدر مرسوم آخر يسمح للعمال المهاجرين بتغيير أصحاب العمل دون موافقة صاحب العمل. ومع ذلك لن يكون هذا ممكنا إلا بعد اكتمال عقد العمل الأولي أو بعد توظيف العامل لمدة ثلاث سنوات متتالية.
في عام 2010 أعلن وزير الشؤون الاجتماعية والعمل الكويتي أنه سيلغى نظام الكفالة وطلب مساعدة منظمة العمل الدولية بشأن قضايا السياسة المتعلقة بالعمال المهاجرين. تم تنفيذ قوانين العمل الجديدة في عام 2010. كان أحد التغييرات الرئيسية إنشاء وكالة الهيئة العامة للقوى العاملة والتي تتحمل المسؤولية الوحيدة عن استيراد وتوظيف العمال الأجانب. تعمل الوكالة أيضا على منع ممارسة تجارة التأشيرات حيث يفرض الكفلاء أو الوكالات المحلية على العمال المهاجرين المحتملين مبالغ كبيرة مقابل تأشيرات العمل في مقابل العمل دون توفير عمل فعلي للمهاجر. بالإضافة إلى ذلك وضعت قوانين العمل الجديدة حدودا لساعات العمل اليومية مع توفير مدفوعات نهاية الخدمة وإجازة الأمومة المدفوعة الأجر والوصول إلى آليات تسوية النزاعات العمالية. كما تضمنت قوانين عام 2010 المرسوم الوزاري لعام 2009 بشأن إمكانية تغيير أصحاب العمل إلى قانون فعلي مع الحفاظ على متطلبات مرسوم عام 2009. ومع ذلك لم تحدد القوانين الجديدة متطلبات الحد الأدنى للأجور ولم تسمح بإنشاء نقابات عمالية ولم تغطي العمال المنزليين.
في عام 2015 وافقت وزارة العمل والشؤون الاجتماعية في الكويت على عقد عمل موحد للعمال الأجانب في القطاع الخاص أصدرته الهيئة العامة للقوى العاملة والذي يحدد تعويضات نهاية العقد والعطلات والإجازات. يسمح العقد الموحد بإضافة مواد إضافية طالما أن هذه المواد الإضافية تتوافق مع قوانين العمل الكويتية. وعلاوة على ذلك وزعت الحكومة نسخا من هذا العقد الموحد بين السفارات للترجمة. في العام نفسه اعتمدت الحكومة قوانين عمل جديدة وسعت نطاق حقوق العمل لتشمل العمال المنزليين وفي عام 2016 حددت الحكومة الحد الأدنى للأجور للعمل المنزلي.
في عام 2018 انخرطت الكويت في أزمة دبلوماسية مع الفلبين والتي انتهت باتفاقية عمل في مايو 2018 حظرت الممارسات الشائعة بموجب الكفالة ضد العمال المهاجرين الفلبينيين بما في ذلك مصادرة جوازات السفر وضمان يوم إجازة في الأسبوع من العمل.